# Вдовин, Андрей Валентинович
Андре́й Валенти́нович Вдо́вин (род. 21 ноября 1949) — советский и российский дипломат. Чрезвычайный и полномочный посол (1998).

## Биография
Окончил МГИМО МИД СССР в 1972 году. На дипломатической работе с 1972 года. Владеет французским, английским, итальянским и арабским языками.
- В 1972—1977 годах — сотрудник Посольства СССР в Ливане.
- В 1979—1984 годах — сотрудник Посольства СССР в Сирии.
- В 1990—1992 годах — советник Постоянного представительства СССР, затем России при ЮНЕСКО в Париже.
- В 1992—1995 годах — советник Посольства России в Италии.
- В 1995—1998 годах — директор Департамента Ближнего Востока и Северной Африки МИД России.
- С 13 октября 1998 по 31 мая 2001 года  — постоянный представитель Российской Федерации при Совете Европы в Страсбурге (Франция)[1][2].
- С мая 2001 по сентябрь 2003 года — посол по особым поручениям МИД России, специальный представитель министра иностранных дел России по ближневосточному урегулированию.
- С 17 ноября 2003 по 24 декабря 2008 года — чрезвычайный и полномочный посол Российской Федерации в Греции[3][4].
- В 2009—2011 годах — посол по особым поручениям МИД России по связям с Русской православной церковью.

С марта 2011 года — на пенсии.

## Дипломатический ранг
- Чрезвычайный и полномочный посланник 2 класса (10 декабря 1995)[5]
- Чрезвычайный и полномочный посланник 1 класса (11 декабря 1996)[6]
- Чрезвычайный и полномочный посол (27 июля 1998)[7].

## Награды
- Орден Почёта (12 мая 1998) — За большой вклад в проведение внешнеполитического курса России и многолетнюю добросовестную работу[8].
- Орден «За заслуги перед Отечеством» IV степени (14 июля 2007) — За большой вклад в развитие и укрепление российско-греческих отношений[9].

## Семья
Женат, имеет сына и дочь.